# Kahula
Kahula es una aldea del municipio de Jõhvi en el condado de Ida-Viru, Estonia, con una población censada a final del año 2011 de 113 habitantes. 
Se encuentra ubicada en el centro-norte del condado, junto a la costa del golfo de Finlandia (mar Báltico) y a unos 50 km al oeste de la frontera con Rusia.